# نیائئوس مارکیوس کوریولانوس

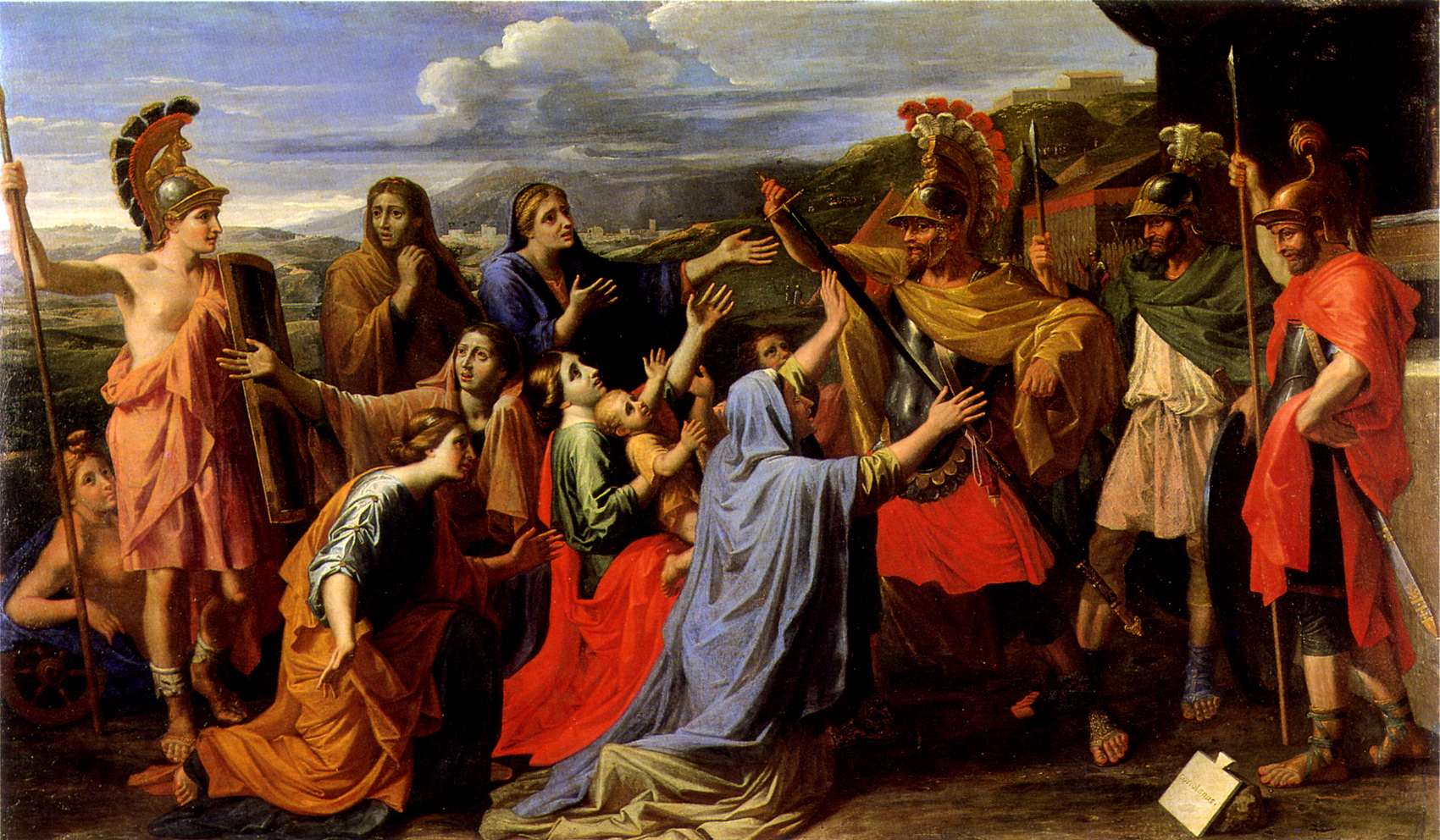
وتوریا، مادرِ کوریولانوس، به‌پای پسرش افتاده از او می‌خواست از حمله به روم منصرف شود. زنی که در تصویر کودکانی را بغل کرده ولومنیا، همسر کوریولانوس، است.

نیائئوس مارکیوس کوریولانوس (به لاتین: Gnaeus Marcius Coriolanus) یک سردار جمهوری روم در قرن پنجم قبل از میلاد بود که به‌پاس رشادت‌هایش در طول محاصره‌ی شهر کوریولی (از شهرهای ولسکیان) لقب «کوریولانوس» گرفت. بعداً، او، که از طبقه‌ی اشراف (پاتریکی‌ها) بود، با اقتدار تریبون‌های مردمی مخالفت کرد و برای همین مورد نفرت توده‌ها (پلبی‌ها) واقع شد و توده‌ها حکم به قتلش دادند؛ اما او شهر مادری‌اش را ترک کرد و به ولسکیانِ دشمن درپیوست تا به‌ آنان کمک کند روم را شکست دهند و از ناسپاسی هم‌میهنانش انتقام بکشد. او در ارتش ولسکیان چنان توانمندیی از خود نشان داد که موفق شد چندین شهر را از اشغال رومیان خارج کند و حتی اردوگاهش را تا پنج مایلی خودِ شهرِ روم برپا کند؛ و چیزی نمانده بود که به روم حمله کند که مادر و همسر و فرزندان خردسالش از روم بیرون آمدند و او را التماس کردند که به شهر مادری‌اش حمله نکند. او نیز تحت‌تأثیر واقع شد و حمله نکرد.
شخصیت او الهام‌بخش ویلیام شکسپیر و بتهوون در، به‌ترتیب، نگارش تراژدی کوریولانوس و یک قطعه‌ی ارکستر بود.

## زندگی

### خدمت نظامی
در سال ۴۹۳ قبل از میلاد که پوستوموس کومینیوس و اسپوریوس کاسیوس کنسول بودند، کنسولْ کومینیوس به جنگ با ولسکیان رفت و چندین شهر آنان را متصرف شد. در گام نهایی، وقتی شهر کوریولی را زیر محاصره گرفته بود، چند لژیونِ (پیاده‌نظامِ) ولسکیان از شهر آنتیوم برای نجات کوریولی راه افتادند. درحالی‌که رومیان تماماً متوجهِ اهالیِ محاصره شده‌ی شهر بودند و انتظار حمله از خارج شهر را نداشتند، این لژیون‌های ولسکیانْ رومیان را غافلگیر کردند و مورد حمله قرار دادند؛ اهالی کوریولی نیز از فرصت استفاده کردند و از شهرشان بیرون ریختند تا خود را از محاصره برهانند. از قضا، نیائئوس مارکیوسِ جوان (در آن زمان هنوز ملقب به کوریولانوس نشده بود) در اردوگاه رومیان حضور داشت. او دسته‌ای از جوانان ورزیده را برگزید و با ایشان نه‌تنها پاتک محاصره‌شدگان را پس‌زد، بلکه متهورانه از دروازه‌های گشوده‌شده‌ی شهرشان وارد شد و کشتار کرد و قدری آتش برگرفت و به‌سوی خانه‌ها پرت کرد. در نتیجه‌ی این دلاوری، فریاد اهالی شهر، که با ناله‌های بانوان و کودکان نیز درهم‌آمیخته بود، بر روحیه‌ی رومیان افزود و از آنِ ولسکیان کاست، چراکه ایشان می‌دیدند که این شهر ــ که به‌کمکش شتافته بودند ــ به‌دست دشمن افتاده است. پس شهر کوریولی به‌تصرف رومیان درآمد و این دستاوردِ نظامیِ نیائئوس مارکیوس چنان بود که بر شهرت کنسولْ کومینیوس سایه افکند و چیزی نمانده بود که همگان از یاد ببرند که کنسول کومینیوس بوده که جنگ با ولسکیان را رهبری کرده و شهر کوریولی را گشوده بود. پس از این پیروزی، نیائئوس مارکیوس ملقب به «کوریولانوس» شد.
در سال ۴۹۲ ق.م. که تیتوس گگانیوس و پوبلیوس مینوکیوس کنسول بودند، در خارج کشور صلح برقرار شد و در داخل نیز اختلافات طبقاتی میان توده‌ها (پلبی‌ها) و اشراف (پاتریکی‌ها) فروکش کرده بود، اما مشکلی مهیب‌تر از جنگ به جان جمهوری افتاد: به‌سبب آنکه مدتی قبل‌تر توده‌ها قهر کرده و به بست‌نشینی روی آورده بودند، اراضی روم زراعت نشده بودند و، برای همین، نخست کمبود گندم و سپس گرسنگی حادث شد، گویی که روم شهری محاصره شده بود. این مسئله‌ی قحطی چنان جدی بود که اگر کنسولان اقدامات و تدابیر لازم را اتخاذ نمی‌کردند، کار به مرگ بردگان و حتی توده‌های روم می‌کشید. تدبیر کنسولان این بود که به‌هرسوی ایتالیا بازرگانانی فرستادند تا گندم در مقیاس انبوه خریداری کنند. بیشترِ همسایگان روم به ایشان گندم ندادند چراکه از این قوم جنگجو، که بارها از او شکست خورده بودند، نفرت بخصوصی داشتند؛ برای همین، فرستادگان ناچار شدند تا جاهای دورتر ایتالیا ــ از جمله سیسیل ــ بروند و گندم بخرند. سرانجام، گندم کافی از اتروسکان، همسایگان شمالی روم، خریدند و توده‌ها را با آن سیر کردند. در سال ۴۹۱ ق.م. که مارکوس مینوکیوس و آئولوس سمپرونیوس کنسول بودند، مقدار زایدی گندم از سیسیل وارد کردند و در سنا این بحث درگرفت که این گندم‌های اضافی را ــ در حالی‌که قحطی هم برطرف شده ــ با چه قیمتی به توده‌ها بفروشند. بسیاری از سناتورها بر این نظر بودند که وقتش رسیده آزادی‌خواهی و سرکشی توده‌‌ها را سرکوب کنند و همه‌ی آن حق و حقوقی را که توده‌ها با توسل به بست‌نشینی از آنان سلب کرده بودند بازپس بگیرند. بیش از همه، مارکیوس کوریولانوس، دشمن تریبون‌های مردم، طرفدار سخت‌گیری بر توده‌ها بود و پیشنهاد کرد که اگر توده‌ها خواستار قیمت ارزان گندم هستند، باید منصبِ تازه‌تأسیسِ تریبون‌های مردمی را ــ که مانعی در برابر قدرت سنا است ــ منحل کنند و به سروری سنا گردن بنهند.
توده‌ها از این پیشنهاد به خشم آمدند و گفتند که سنا و محافظه‌کاران دارند از گرسنگی به‌مثابه‌ی سلاحی برضدمان استفاده می‌کنند و غذا و مایحتاجمان را کلاهبرداری می‌کنند و می‌خواهند این گندم‌های وارداتی را، که تنها ارزانیِ خدایان به ما هستند، از دهانمان بدزدند مگر اینکه تریبون‌های مردمی را دست‌بسته تقدیم مارکیوس کوریولانوس بکنیم و حاضر به شلاق خوردن از کنسولان شویم، و او حالا تبدیل به جلادی شده است که حکم می‌کند «یا مرگ یا بردگی». پس چون مارکیوس کوریولانوس داشت از سنا خارج می‌شد، نزدیک بود توده‌ها بر او یورش ببرند که تریبون‌ها علیه او اعلام جرم کردند و برایش وقت دادگاه تعیین کردند. پس خشم توده‌ها تسکین یافت؛ هریک از ایشان خودش را قاضیی می‌دانست که اختیار مرگ و زندگیِ دشمنِ محافظه‌کارش را در دست دارد. اما با غیبت کوریولانوس در موعد مقررِ دادگاهْ خشم توده‌ها افزون گشت. او غیابی محاکمه شد و به ولسکیان پناه برد و از کشور خودش کینه به دل گرفت؛ ولسکیان نیز او را به‌گرمی پذیرفتند. او در منزل یکی یکی از بزرگان ولسکیان به‌نام آتیوس تولیوس میهمان شد که از بزرگ‌ترین دشمنان رومیان بود. این دو تصمیم گرفتند سپاهی تشکیل داده با روم بجنگند. 
پس در سال ۴۸۸ ق.م. آتیوس تولیوس و مارکیوس کوریولانوس، پناهنده‌ی رومی، به فرماندهی سپاه ولسکیان برگزیده شدند. ولسکیانْ بیشترِ امیدشان را به نفر دومی بسته بودند، و او هم نشان داد که اشتباه نکرده‌اند، چه فوراً معلوم شد که نیرومندی دولت روم بیشتر مدیون سردارانش است تا سپاهیانش: او ابتدا به کیرکئی لشکر کشید و مستعمره‌نشینان رومی را از آنجا راند و آن شهر را به ولسکیان داد. ساتریکوم، لونگولا، پُلوسکا، کوریولی و نوولا دیگر شهرهایی بودند که او از رومیان ستاند. سپس لاوینیوم را گرفت، بعد کوربیو، وتلیا، تربیوم، لابیکی و پدوم را. سپس قوایش را از پدوم روانه‌ی روم کرد و در پنج مایلی شهر اردو زد و اراضی رومیان را غارت کرد؛ محافظانی را به‌همراه غارت‌گران فرستاد تا مراقبت کنند که اراضیِ اشراف روم دست‌نخورده بمانند: خواه چون از توده‌های روم بیشتر کینه داشت، خواه چون می‌خواست به منازعات طبقاتی میان اشراف و توده‌های روم دامن بزند. این منازعات باید هم شعله‌ور می‌شدند، چه تریبون‌های مردمی، با بدگویی از سناتورها و ثروتمندانِ شهر، توده‌ها را برضدشان می‌شوراندند. لیکن ترس از حمله‌ی خارجی بزرگ‌ترین عامل وحدت‌بخش جامعه‌ی روم شده بود که روحیاتِ بدبینِ مردم را به یکدیگر پیوند می‌زد. فقط در یک مورد سنا و توده‌ها اتفاق‌نظر نداشتند و آن این بود که سنا راه‌حل را تنها در جنگ می‌دید اما توده‌ها به هر راه‌حلی به‌جز جنگ مایل بودند. در آن سال (۴۸۸ ق.م.) آقایان اسپوریوس ناوتیوس  و سکستوس فوریوس کنسول بودند. توده‌ها شورش کردند و کنسولان را واداشتند تا نشست سنا را تشکیل دهند و در باب فرستادن نمایندگانی برای مذاکره با مارکیوس کوریولانوس رأی‌گیری کنند. با تشکیل نشست سنا، سناتورها با پیشنهاد مذاکره موافقت کردند و نمایندگانی به‌سوی کوریولانوس فرستادند. اما کوریولانوس پاسخی سخت به فرستادگان داد: «اگر شما رومیان اراضی ولسکیان را به‌ایشان بازگردانید، می‌توانیم درباب صلح مذاکره کنیم؛ اما اگر می‌خواهید به‌مفت از غنایم بهره ببرید، پس بدانید که من هم بدی‌ها و کم‌مهری‌های هموطنانم را و هم میزبانیِ گرمِ ولسکیان را فراموش نکرده‌ام، و کاری می‌کنم که همه بدانند که تبعید نه‌تنها از روحیه‌ام نکاسته، که افزونش هم کرده است.» رومیان همین فرستادگان را برای دومین مرتبه فرستادند، لیکن اینبار کوریولانوس به اردوگاه راهشان نداد. نقل است که حتی روحانیانی نیز، ملبس به جامه‌ی دینی‌شان، به‌سوی کوریولانوس فرستادند، اما ایشان نیز نتوانستند بیشتر از فرستادگان بر نظر کوریولانوس اثر کنند.

## نگارخانه

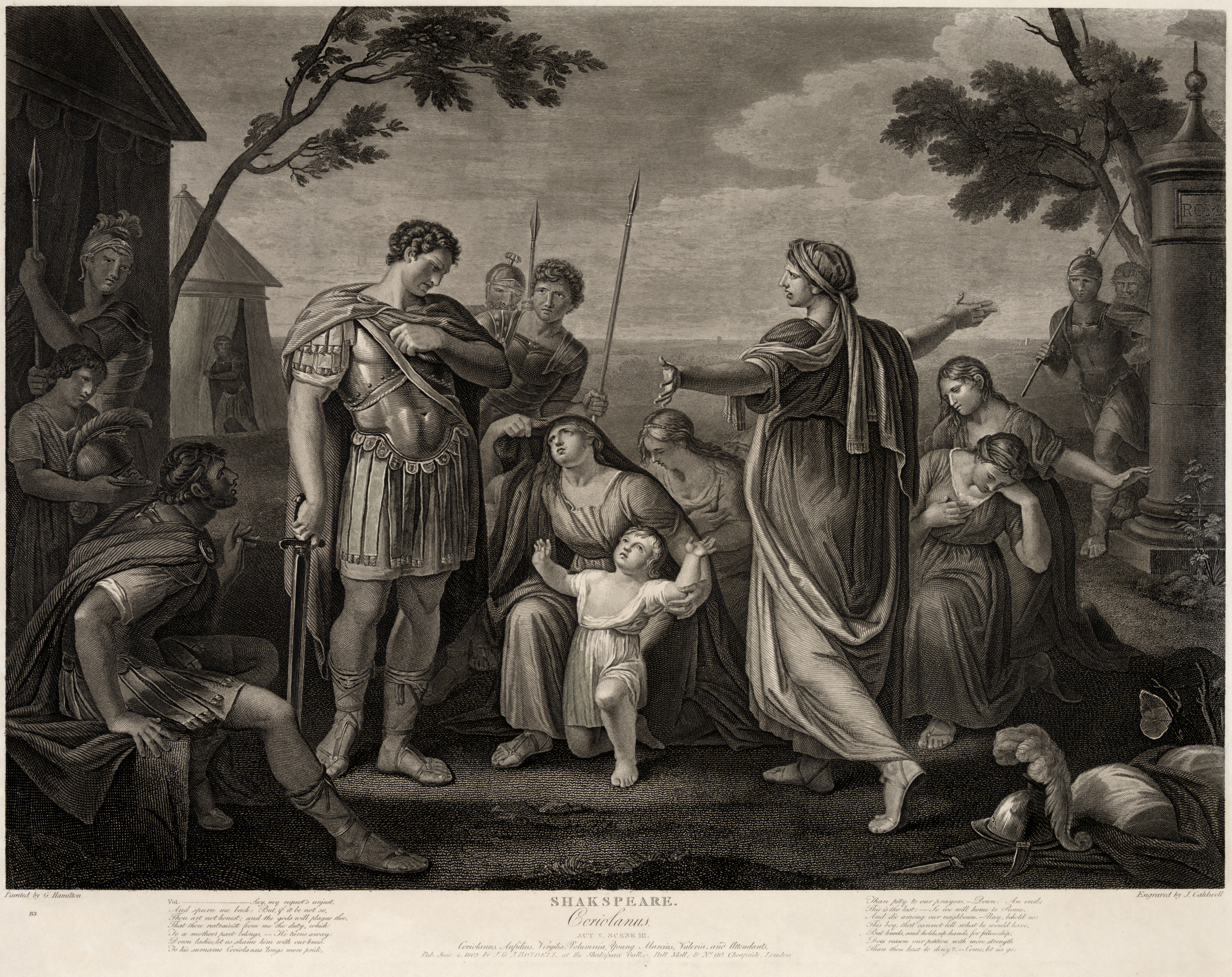
اثر گاوین همیلتون